# Зовнішні мілини (телесеріал)
«Зовнішні мілини» (англ. Outer Banks) — американський пригодницький телесеріал.
Прем'єра першого сезону відбулася 15 квітня 2020 року на Netflix. В липні 2020 року серіал був продовжений на другий сезон, також на 10 серій. Прем'єра другого сезону відбулася 30 липня 2021 року. 7 грудня 2021 року серіал офіційно продовжили на третій сезон. Третій сезон Outer Banks вийшов 23 лютого 2023 року. 18 лютого 2023 серіал було продовжено на четвертий сезон.

## Синопсис

### Перший сезон
Після бурхливого урагану підліток Джон Бі і троє його друзів знаходять карту і вирушають на пошуки легендарного скарбу, пов'язаного зі зниклим батьком Джона, який оцінюється в 400 мільйонів доларів. Дія відбувається на острові, жителі якого діляться на дві групи - заможну (акули) і не дуже (живці).

### Другий сезон
На карту поставлено стан і майбутнє, і живці мчать на всіх парах назустріч небезпекам та новим таємницям, стикаючись зі старими та новими ворогами. Поуп, Кіара та Джей-Джей шукають способи довести невинність кращого друга у вбивстві шерифа Пітеркін, а Сара та Джон Бі намагаються врятуватися від серйозної загрози на Багамах.

### Третій сезон
Нові пригоди кличуть живців у Карибське море і далеко за його межі, адже друзі намагаються випередити небезпечного суперника й знайти легендарне загублене місто.

## В ролях

### Основний склад
| Актор           | Роль |
| --------------- | --- |
| Чейз Стоукс     | Джон Бі ватажок живців                                                                                     |
| Медлін Клайн    | Сара Кемерон дочка Ворда Кемерона і любовний інтерес Джона Бі. Раніше належала до акул, але тепер є живцем |
| Медісон Бейлі   | Кіара «Кі» дочка успішного власника ресторану, яка товаришує з живцями, хоч технічно і є акулою            |
| Джонатан Девісс | Поуп головний мозок живців                                                                                 |
| Руді Панкоу     | Джей-Джей найліпший друг Джона Бі, живець                                                                  |
| Остін Норт      | Топпер колишній хлопець Сари                                                                               |
| Чарльз Істен    | Ворд Кемерон батько Сари, Рейфа і Візі, чоловік Роуз                                                       |
| Дрю Старкі      | Рейф Кемерон старший брат Сари та Візі                                                                     |
| Карласія Грант  | Клео живець (3-й сезон)                                                                                    |

### Другорядний склад
| Актор             | Роль                                                                    |
| ----------------- | ----------------------------------------------------------------------- |
| Адіна Портер      | Сьюзен Пітеркін загиблий шериф                                          |
| Каллен Мосс       | Шуп шериф округу Кілдер, раніше офіцер                                  |
| Джулія Антонеллі  | Візі Кемерон молодша сестра Сари та Рейфа                               |
| Керолайн Арапоглу | Роуз Кемерон дружина Ворда та мачуха його дітей                         |
| Е. Роджер Мітчелл | Гейворд батько Поупа                                                    |
| СіСі Кастілло     | Лана Граббс вдова Скутера Граббса, який загинув під час урагану «Агата» |
| Шелле Рамос       | офіцер Плам працює разом із Шупом та Пітеркін                           |
| Браян Штапф       | Круз головоріз                                                          |
| Дейон Сміт        | Келсі друг Рейфа                                                        |
| Ніколас Чирілло   | Баррі наркодилер Рейфа та власник ломбарду                              |
| Чарльз Халфорд    | Великий Джон батько Джона Бі                                            |
| Гері Вікс         | Люк батько Джей-Джея                                                    |
| Саманта Соул      | Анна мати Кіари                                                         |
| Бред Джеймс       | агент Бретчер працює зі Шупом                                           |
| Терренс Розмор    | Терранс капітан вантажного судна, що прямує в Нассау                    |
| Елізабет Мітчелл  | Лімбрі колишня соратниця Ворда в пошуку Королівського купця             |
| Джессі С. Бойд    | Ренфілд молодший зведений брат Лімбрі                                   |

## Виробництво

### Кастинг
Поряд із початковим оголошенням про серіал повідомлялося, що на головні ролі обрані Чейз Стоукс, Медлін Клайн, Медісон Бейлі, Джонатан Девісс, Руді Панкоу, Чарльз Істен, Остін Норт та Дрю Старкі. 2 липня 2019 року Керолайн Арапоглу приєдналася до акторського складу в другорядній ролі. 22 жовтня 2020 стало відомо, що Елізабет Мітчелл зіграє другорядну роль у другому сезоні. 15 квітня 2021 року Карласія Грант приєдналася до акторського складу у другорядній ролі другого сезону. Згодом стало відомо, що у третьому сезоні роль Грант підвищили до головної.

### Знімання
Один із творців Джонас Пейт планував знімати фільм у Вілмінгтоні, Північна Кароліна, але Netflix вирішив не знімати там шоу через законопроєкт Палати представників (House Bill 2 або HB2). Основні зйомки першого сезону розпочалися 1 травня 2019 року у Чарлстоні, Південна Кароліна. Зйомки другого сезону розпочалися 31 серпня 2020. Зйомки третього сезону розпочалися 15 лютого 2022 року (відбувалися у Барбадосі та в Південній Кароліні). Зйомки четвертого сезону розпочнуться 12 червня 2023 року в Чарлстоні та завершаться 15 грудня того ж року.